# Marquês de Montemesola
Andrea Saraceno Pomari Júnior (Taranto, Itália, 1739 - Roma, Itália, 1829) foi um nobre e mecenas italiano.

## Biografia
Filho ilegítimo de Andrea-Saraceno Pomari, príncipe de Montemesola, e Giovanna da Saraceno, uma prima de seu pai.
Desde jovem, quando estudou em Roma, era um aluno estudioso. Dedicava-se, sobretudo, às matérias de história e arquitetura, suas preferidas.
Foi um grande financiador das artes em Montemesola. Foi amigo pessoal e secretário de estado do papa Clemente XIII, nascido em Veneza, sob o nome de Carlo della Torre Rezzonico.

## Família
Foi casado com a marquesa Margherita Vittoria Esperti, uma afilhada de seu tio (o cardeal Guido Saraceno-Pomari, camerlengo papal). Margherita era a única herdeira do senhorio do Strudà, nas proximidades de Lecce, um feudo que remontava à época de Tancredo de Altavila. Eles tiveram os filhos:
- Benedetto Saraceno-Pomari (1765 - 1765), morto com seis meses de vida;
- Luigi Saraceno-Pomari (1769 - 1770), morto com seis meses de vida;
- Francesco Cataldo Saraceno-Pomari (1770 - 1815), general, falecido na Batalha de Waterloo. Sua filha se casou com Giacomo Pomari, príncipe de Montemesola e duque de Castellaneta;
- Gennaro Francesco Saraceno-Pomari (1773 - ?), cavaleiro e quase grão-mestre da Ordem Soberana e Militar de Malta;
- Vincenzo Michele (1775 - 1776), falecido com um ano de idade.

Entre seus descendentes encontram-se os príncipes de Montemesola, duques de Castellaneta, e produtores do vinho Chateâu Pomari.